# اوبرشلیرباخ
اوبرشلیرباخ (به آلمانی: Oberschlierbach) یک منطقهٔ مسکونی در اتریش است که در ناحیه کیرشدورف آندر کرمس واقع شده‌است. اوبرشلیرباخ ۱۸٫۳ کیلومتر مربع مساحت دارد ۷۶۰ متر بالاتر از سطح دریا واقع شده‌است.